# Metafase

La metafase de la mitosi cel·lular es caracteritzen per la disposició dels cromosomes al pla equatorial de la cèl·lula

Metafase (del grec; μετά (metá), «després» + φάσις (phásis) «fase» ; «següent fase») és una etapa de la mitosi i de la meiosi en el cicle cel·lular de les cèl·lules eucariota, en la qual els cromosomes es troben en el segon estadi més condensats i enrotllats (es troben més condensats en l'anafase). Aquests cromosomes, que porten informació genètica, s'alineen a l'equador de la cèl·lula abans de ser separats en cadascuna de les dues cèl·lules filles.
En la mitosi humana, la metafase és molt ràpida (el 5% de la mitosi). Un cop finalitzada l'anafase, la cèl·lula passa a l'estadi d'anafase.

## Mitosi
Precedits pels esdeveniments de la prometafase i seguits per l'anafase, els microtúbuls formats en la profase ja s'han enganxat entre ells i s'uneixen als cinetocors durant la metafase. Durant la metafase, els centròmers dels cromosomes es concentren a la placa de metafase (o placa equatorial), una línia imaginària equidistant dels dos pols del centrosoma. Aquesta alineació es deu al contrapès de les forces de tracció generades pels microtúbuls cinetocors oposats, que finalitzen amb la destrucció de la ciclina B. Els primers esdeveniments de la metafase poden coincidir amb els darrers esdeveniments de la prometafase, ja que els cromosomes amb cinetocors connectats inicien els esdeveniments de la metafase individualment abans que altres cromosomes amb cinetocors no connectats que continuen persistint en els esdeveniments de la prometafase.

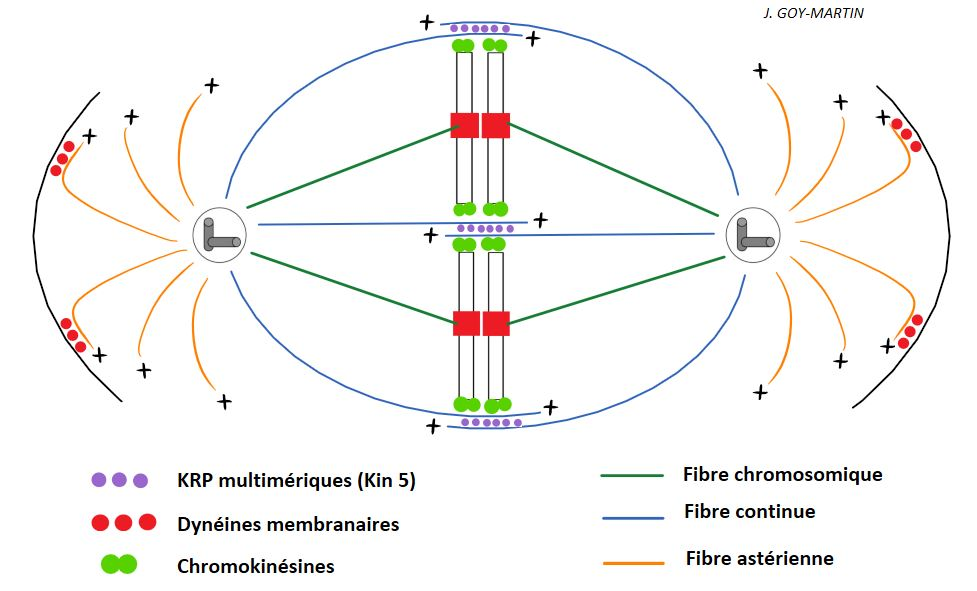
Fus acromàtic enganxat a dos centrosomes, els diversos tipus de microtúbuls i els diferents motors proteics
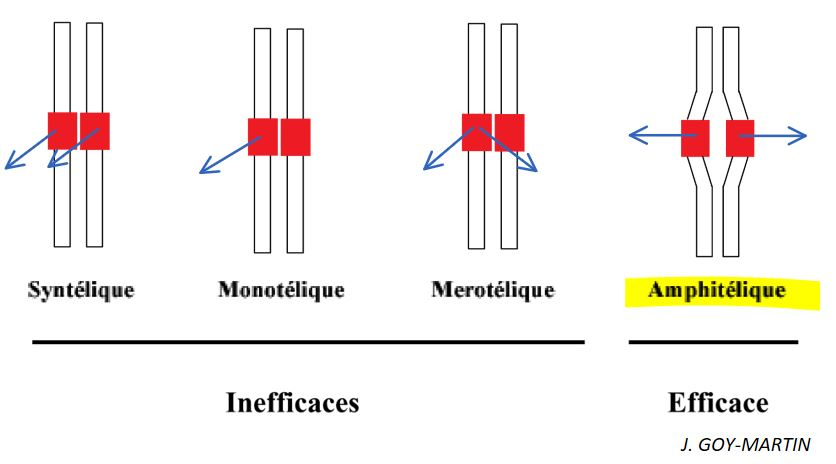
Diferents casos de fixació de cromosomes durant la metafase. Un quadrat vermell representa un cinetocor

Un dels punts de control del cicle cel·lular es produeix entre prometafase i la metafase. Només després que tots els cromosomes s'hagin alineat a la placa de la metafase, quan cada cinetocor està unit correctament a un munt de microtúbuls, la cèl·lula entra en anafase. Es creu que els cinetocors no lligats o adherits incorrectament generen un senyal per evitar la progressió prematura a l'anafase, fins i tot si la majoria de cinetocors s'han unit i la majoria dels cromosomes han estat alineats. Aquest senyal crea el punt de control de l'assemblatge del fus acromàtic. Això s'assoleix mitjançant la regulació del complex promotor de l'anafase, de la segurina i de la separasa.

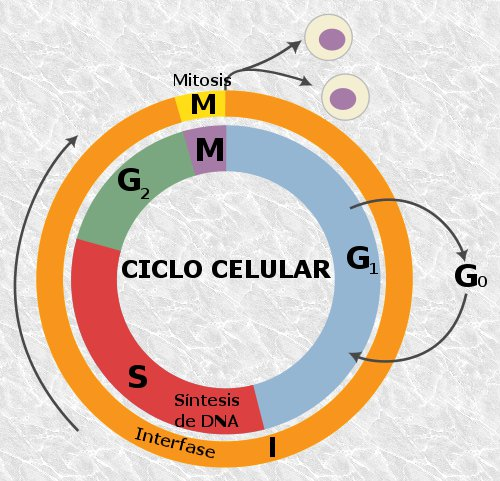
Cicle cel·lular complet. La metafase és una part de la mitosi (M)
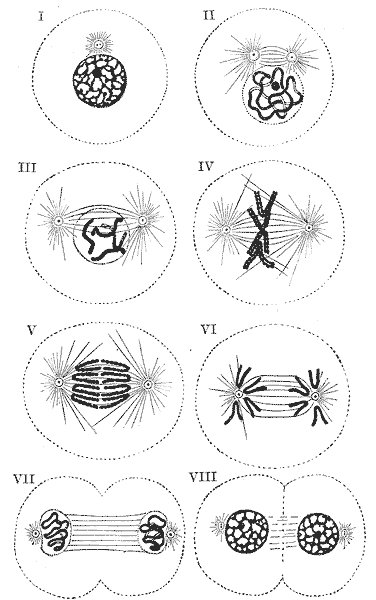
Canvis que es produeixen en una cèl·lula durant la mitosi (I,II,III: Profase; IV: Prometafase; V: Metafase; VI: Anafase; VII,VIII: Telofase)
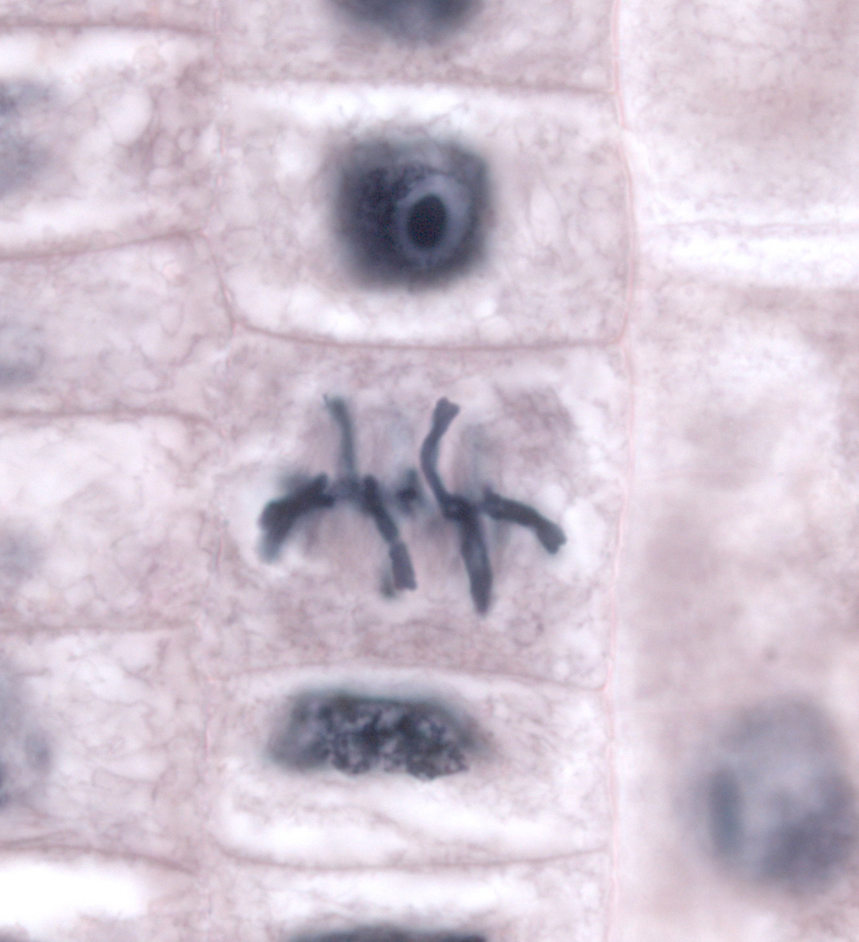
Cèl·lules de la zona del meristema de la punta de l'arrel de la ceba (Allium cepa) durant la metafase

Quan tots els cromosomes estan enganxats de forma amfitèl·lica, l'alliberament de les proteïnes Aurora B al citosol provocarà la inactivació del complex CDK1-Ciclina B1 (per degradació de la ciclina B1) i l'activació del complex promotor de l'anafase (APC/C) que permet a les cromàtides germanes separar-se completament (al centròmer). L'APC/C catalitza la ubiquitinació de la securina, una proteïna que inhibeix la separasa (la separasa és la responsable de la proteòlisi de les cohesines que asseguren la fixació de les dues cromàtides, especialment a nivell del centròmer).

## Meiosi
Durant la meiosi succeeixen dos processos de divisió del nucli, la meiosi I (dividida en profase I, metafase I, anafase I i telofase I), i la meiosi II (dividida en profase II, metafase II, anafase II i telofase II).
- La metafase I succeeix a la profase I, durant la qual s'han format parelles de cromosomes homòlegs o bivalents. Aquests bivalents posseeixen dos centròmers, un del cromosoma patern i un altre del matern. Aquests centròmers no es divideixen, sinó que coexisteixen, col·locant-se sobre el fus a distàncies iguals, per dalt i per sota de la placa equatorial.

- La metafase II succeeix a la profase II, durant la qual el fus s'organitza i s'insereix en les cromàtides germanes.

## La metafase en citogenètica i estudis de càncer
L'anàlisi dels cromosomes de la metafase és una de les principals eines de la citogenètica clàssica i dels estudis de càncer. Els cromosomes són condensats i molt enrotllats durant metafase, cosa que els fa més adequats per a l'anàlisi visual. Els cromosomes durant metafase fan el quadre clàssic dels cromosomes (cariotip). Per a les anàlisis citogenètiques clàssiques, les cèl·lules es cultiven en cultiu a curt termini i són aturades durant la metafase mitjançant un inhibidor mitòtic. A més, s'utilitzen per a la preparació de diapositives i l'enganxament (tinció) de cromosomes per visualitzar-los al microscopi per estudiar l'estructura i el nombre de cromosomes (cariotip). La coloració de les diapositives, sovint amb Giemsa (bandejament G) o Quinacrina, produeix un patró de fins a diversos centenars de bandes. També s'utilitzen mètodes com la FISH i matrius d'hibridació per a experiments d'hibridació genòmica comparativa (CGH).

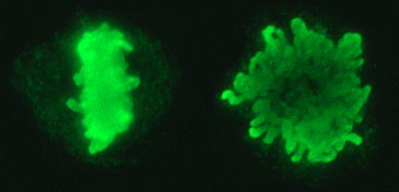
Els cromosomes alineats a la placa equatorial durant la metafase. Dues vistes amb un gir de 60 ° de la placa
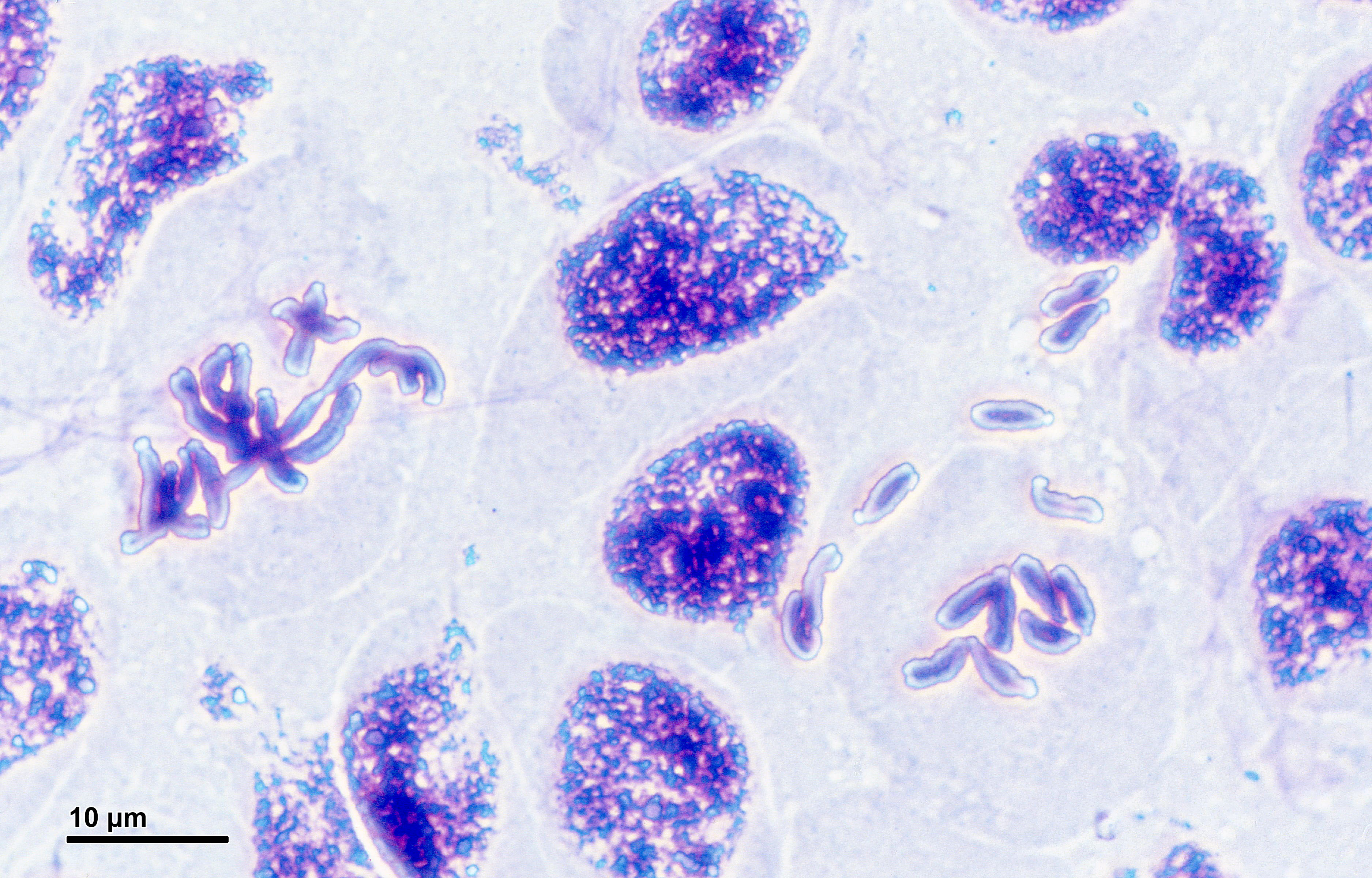
Cromosomes durant la metafase
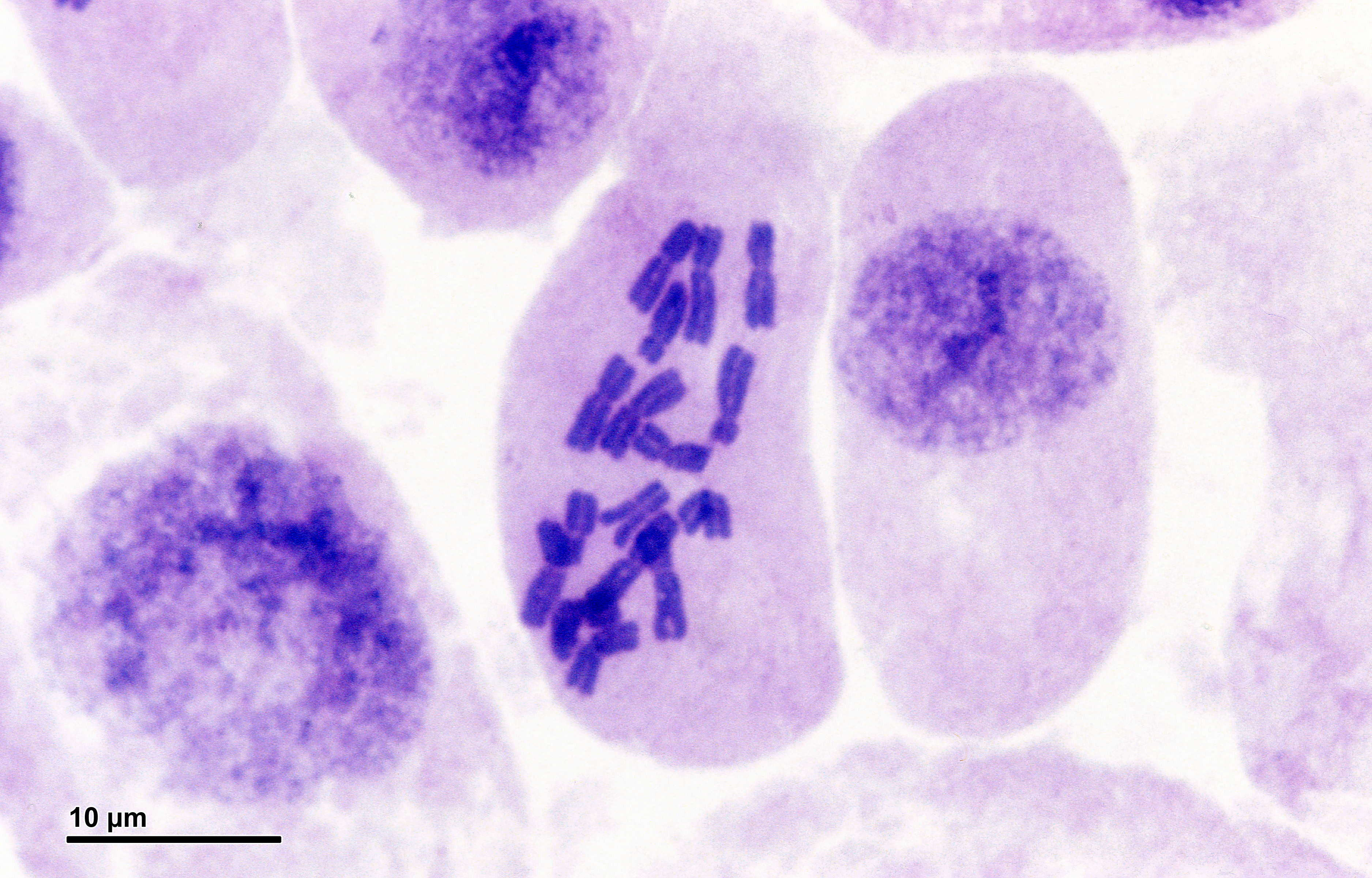
Cromosomes durant la metafase

Les cèl·lules malignes procedents de tumors sòlids o mostres de leucèmia també es poden utilitzar per a anàlisis citogenètiques per generar preparacions de metafase. La inspecció dels cromosomes tenyits de la metafase permet la determinació de canvis numèrics i estructurals en el genoma de les cèl·lules tumorals, per exemple, pèrdues de segments cromosòmics o translocacions, que poden conduir a oncogens quimèrics, com el bcr-abl en leucèmia mieloide crònica.

## Vegeu també

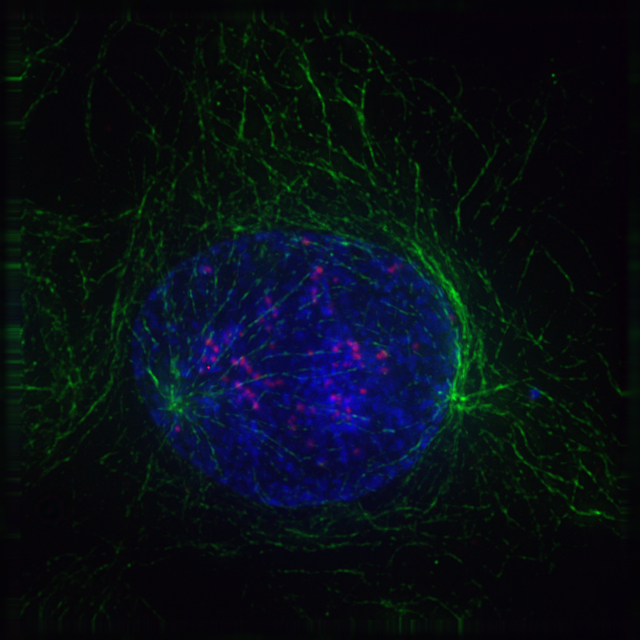
Profase
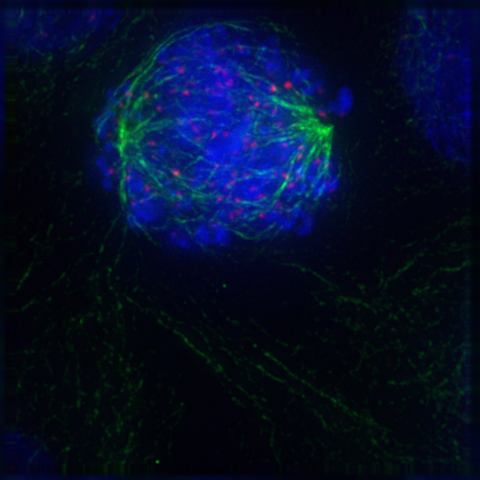
Prometafase
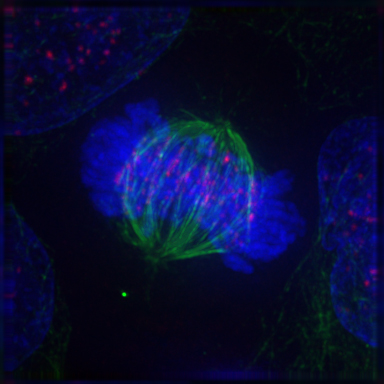
Metafase
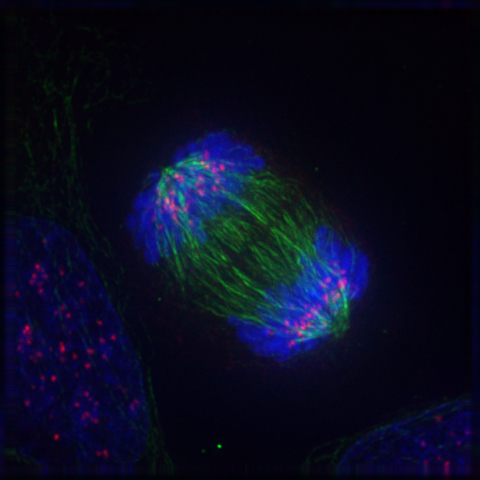
Anafase
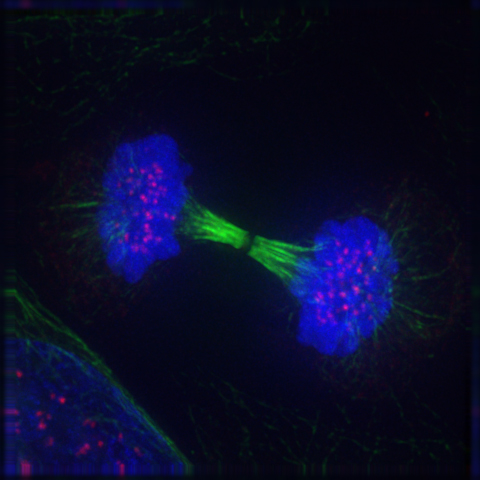
Telofase

## Nota
1. ↑  Disposició que adopten els cromosomes durant la metafase, amb els centròmers alineats en el pla equatorial de la cèl·lula, equidistants d'ambdós centríols.